# Вільям Вайтгед
Вільям Вайтгед (англ. William Whitehead; 12 лютого 1715 — 14 квітня 1785) — англійський поет та драматург. Поет-лавреат у 1757—1785 роках

## Життєпис
Вільям Вайтгед народився 12 лютого 1715 року в місті Кембриджі. Батько його був пекарем. Завдяки Генрі Бромлі, барону Монфорт, був прийнятий у Вінчестерський коледж.
У 1742 році вступив та став дійсним членом Клер-коледж Кембриджського університету. Будучи студентом, він писав вірші та комедії. Одними з перших надрукованих його творів були «Про небезпеку написання вірша», «Послання Енн Болейн до Генріха Восьмого» та дидактичний «Нарис про Рідікуле» (1743). 
Закінчивши Кембріджський університет, у 1745 році він став учителем віконта Джорджа Вільєра, сина Вільяма Вільєра 3-го графа Джерсі. Зі своїм учнем багато подорожував Європою.
У 1750 році на сцені була поставлена його перша трагедія «Батько-Римлянин», наслідування «Горація» П'єра Корнеля. Друга трагедія «Креуза» вийшла у 1754 році та була набагато вдалішою за першу. Взявши сюжет трагедії Евріпіда «Іон», Вайтгед обробив його в дусі свого часу.
У 1757 році помер поет-лауреат Колі Сіббер, а Томас Ґрей відмовився від посади, і 19 грудня 1757 року Вільям Вайтгед був призначений на його місце. Він на той час був наставником Джорджа Гаркорта, 2-го графа Гаркорта.
Перебуваючи на посаді поета-лауреата написав велику кількість од та елегій. 
Твори Вільяма Вайтгеда були упорядковані у два томи та видані в 1774 році. У 1788 році були видано третій том, включно з мемуарами Вільяма Мейсона.
Вільям Вайтгед помер 14 квітня 1785 року на площі Берклі, Вестмінстер, Лондон, та був похований у Каплиці Ґросвенор.